# Movistar Team/2024
Deze pagina geeft een overzicht van de UCI World Tour wielerploeg Movistar Team in 2024.

## Algemeen
Algemeen Manager: Eusebio Unzué
Ploegleiders: Alexis Gandia, José Vicente García Acosta, Pablo Lastras, Xabier Muriel, Leonardo Piepoli, Jürgen Roelandts, José Joaquín Rojas, Maximilian Sciandri, Iván Velasco
Fietsen: Canyon
Kleding: GOBIK

## Renners
| Naam                   | Geboortedatum | Nationaliteit    | Ploeg 2023             |
| ---------------------- | ------------- | ---------------- | ---------------------- |
| Alex Aranburu          | 19-09-1995    | Spanje           |                        |
| Jorge Arcas            | 08-07-1991    | Spanje           |                        |
| Jon Barrenetxea        | 20-04-2000    | Spanje           | Caja Rural-Seguros RGA |
| William Barta          | 04-01-1996    | Verenigde Staten |                        |
| Carlos Canal           | 28-06-2001    | Spanje           | Euskaltel-Euskadi      |
| Rémi Cavagna           | 10-08-1995    | Frankrijk        | Soudal-Quick Step      |
| Davide Cimolai         | 13-08-1989    | Italië           | Cofidis                |
| Davide Formolo         | 25-10-1992    | Italië           | UAE Team Emirates      |
| Iván García            | 20-11-1995    | Spanje           |                        |
| Fernando Gaviria       | 19-08-1994    | Colombia         |                        |
| Ruben Guerreiro        | 06-07-1994    | Portugal         |                        |
| Johan Jacobs           | 01-03-1997    | Zwitserland      |                        |
| Oier Lazkano           | 07-11-1999    | Spanje           |                        |
| Enric Mas              | 07-01-1995    | Spanje           |                        |
| Lorenzo Milesi         | 19-03-2002    | Italië           | Team DSM-Firmenich     |
| Manlio Moro            | 17-03-2002    | Italië           | Zalf Euromobil Fior    |
| Gregor Mühlberger      | 04-04-1994    | Oostenrijk       |                        |
| Mathias Norsgaard      | 05-05-1997    | Denemarken       |                        |
| Nélson Oliveira        | 06-03-1989    | Portugal         |                        |
| Antonio Pedrero        | 23-10-1991    | Spanje           |                        |
| Nairo Quintana         | 04-02-1990    | Colombia         | -                      |
| Vinicius Rangel Costa* | 26-05-2001    | Brazilië         |                        |
| Iván Romeo             | 16-08-2003    | Spanje           |                        |
| Javier Romo            | 06-01-1999    | Spanje           | Astana Qazaqstan Team  |
| Einer Rubio            | 22-02-1998    | Colombia         |                        |
| Sergio Samitier        | 31-08-1995    | Spanje           |                        |
| Gonzalo Serrano        | 17-08-1994    | Spanje           |                        |
| Iván Sosa              | 31-10-1997    | Colombia         |                        |
| Pelayo Sánchez         | 27-03-2000    | Spanje           | Burgos-BH              |
| Albert Torres          | 26-04-1990    | Spanje           |                        |

*tot 19/8

### Vertrokken
| Naam                  | Geboortedatum | Nationaliteit    | Ploeg 2024                   |
| --------------------- | ------------- | ---------------- | ---------------------------- |
| Imanol Erviti         | 15-18-1983    | Spanje           | Gestopt                      |
| Abner González Rivera | 09-10-2000    | Puerto Rico      | Efapel Cycling               |
| Juri Hollmann         | 30-08-1999    | Duitsland        | Alpecin-Deceuninck           |
| Gorka Izagirre        | 07-10-1987    | Spanje           | Cofidis                      |
| Matteo Jorgenson      | 01-07-1999    | Verenigde Staten | Team Visma - Lease a Bike    |
| Max Kanter            | 22-10-1997    | Duitsland        | Astana Qazaqstan Team        |
| Lluís Mas             | 15-10-1989    | Spanje           | Illes Balears Arabay Cycling |
| Óscar Rodríguez       | 06-05-1995    | Spanje           | INEOS Grenadiers             |
| José Joaquín Rojas    | 08-08-1985    | Spanje           | Gestopt                      |
| Carlos Verona         | 04-11-1992    | Spanje           | Lidl-Trek                    |

## Overwinningen
| Nationale kampioenschappen wielrennen Spanje - wegrit: Alex Aranburu Wereldkampioenschappen wielrennen tijdrit beloften: Iván Romeo Trofeo Pollença-Andratx Pelayo Sánchez Ronde van Valencia 5e etappe: William Barta Tour Colombia 1e etappe: Fernando Gaviria Clásica Jaén Oier Lazkano Ronde van het Baskenland Puntenklassement: Alex Aranburu Ronde van Italië 6e etappe: Pelayo Sánchez | Ronde van België 4e etappe: Alex Aranburu Ploegenklassement: *1) Circuito de Getxo Jon Barrenetxea |  |

*1) Ploeg Ronde van België: Aranburu, Canal, Cavagna, Norsgaard, Romeo, Samitier, Serrano
Mannen: 2003 · 2004 · 2005 · 2006 · 2007 · 2008 · 2009 · 2010 · 2011 · 2012 · 2013 · 2014 · 2015 · 2016 · 2017 · 2018 · 2019 · 2020 · 2021 · 2022 · 2023 · 2024 · 2025
Vrouwen: 2018 · 2019 · 2020 · 2021 · 2022 · 2023 · 2024 · 2025
Alpecin-Deceuninck · Arkéa-B&B Hotels · Astana Qazaqstan · Bahrain Victorious · BORA-hansgrohe · Cofidis · Decathlon AG2R La Mondiale · EF Education-EasyPost · Groupama-FDJ · INEOS Grenadiers · Intermarché-Wanty · Lidl-Trek · Movistar Team · Soudal Quick-Step · dsm-firmenich PostNL · Jayco AlUla · UAE Team Emirates · Visma-Lease a Bike